# وحش

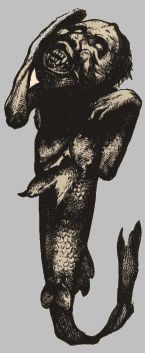
فيجي ميرميد ، أحد قصص الأساطير الشعبية

الوحش، هو أحد أساطير الخيال الرعب الخرافية في الثقافة الشعبية، وفي الغالب يكون شكل الوحش قبيح المنظر ويمكنه إلحاق الأذى للضحية. 

## الوحش في الإعلام الحديث
أنتشرت ظاهرة الوحش في الوسائل الإعلامية الحديثة كالأفلام السينمائية والقصص الروائية وألعاب الفيديو، ومن أمثلة على ذلك، مثل بوريس كارلوف في دور فرانكنشتاين ، وهو الوحش الألي يقوم باستماع أوامر من المخترع الشرير ليؤذي بطل الفيلم، بالإضافة إلى صناعة أسطورة الوحش وهو غودزيلا ، والتي أنتج الفيلم الياباني عام 1954م.